# گردینگ
شهر گردینگدر ایالت بایرن´ در کشور آلمان واقع شده‌است.